# Стоян Анастасов
Стоян Иванов Анастасов е български илюстратор.

## Биография
Роден е на 9 януари 1923 година в град Попово. През 1948 година завършва Художествената академия в София в класа по живопис на Илия Петров. След дипломирането си работи като художествен редактор в списанията „Септемврийче“ (1949 – 1954), „Дружинка“ (1954 – 1956) и „Славейче“ (1957 – 1967). Създава черно-бяла и цветна илюстрация. Негово дело са рисунки в над 120 детски и юношестки книги, включително от български автори, в които изобразява героите с весели, жизнерадостни и смешни образи. Тази литература включва:
- „Гладният вълк и глупавата мечка“, „Пух-Пах“, „Горски приказки“ и „Приказен свят“ от Ангел Каралийчев;
- „Златната царица“ и „Цар джудже“ от Николай Соколов;
- „Палавците Хоп и Троп“ от Славчо Ангелов;
- „Жабешка история“ от Йордан Стратиев;
- „Друс, друс конче“ от Трайко Симеонов;
- „Луд гидия“ от Пенчо Славейков;
- „Страшният разбойник“ от Христо Радевски;
- „Прости приказки“ от Сава Попов;
- „Патиланско царство“ от Ран Босилек;
- „Приказен свят“ от Ангел Каралийчев;
- „Чичо Пейо“ от Елин Пелин;
- „Звезди върху клепачи“ от Николай Зидаров;
- „Медунчо на луната“ от Георги Авгарски;
- „И това се случва“ от Цветан Ангелов;
- „Учените мишки“ от Георги Караславов.[1]

Показва свои творби в изложби на илюстрацията на книгата в София и Лайпциг. Участва в общи художествени изложби.
Умира през 1993 година.

## Признание
През 1962 година е удостоен с орден „Кирил и Методий“ – I степен, през 1973 година със сребърен „Народен орден за труда“, а през 1976 година с почетното звание „Заслужил“. Носител е на наградата за илюстрация „Борис Ангелушев“, която се връчва от Съюза на българските художници.